# Trädlärka
Trädlärka (Lullula arborea) är en fågel inom familjen lärkor och placeras som ensam art i släktet Lullula. Den häckar över stora delar av Europa, södra Skandinavien, norra Afrika och österut in i Europeiska Ryssland och till Turkmenistan. Födan består främst av frön men även insekter under häckningsperioden. Trädlärkan är en ganska liten och kompakt fågel som ungefär mäter 20 % kortare än sånglärkan.

## Utseende och läte

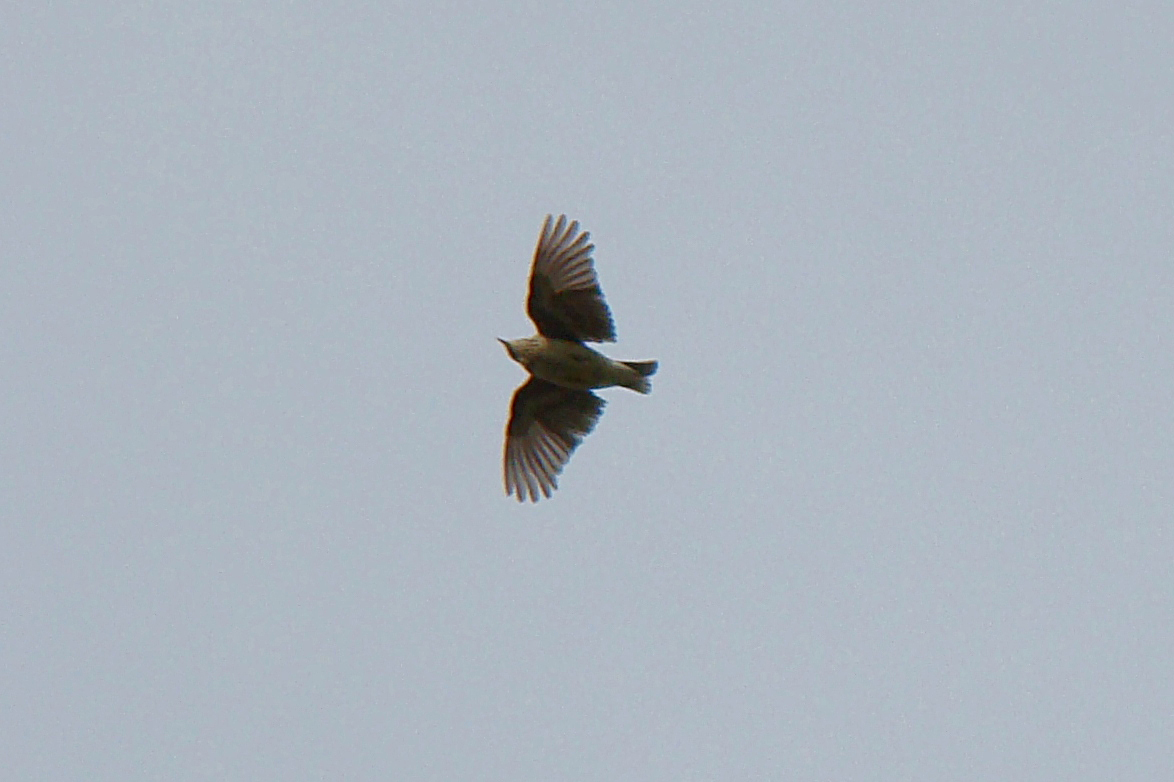
Spelflygande trädlärka.

Trädlärkan mäter 13,5–15 centimeter, vilket är ungefär 20% kortare än sånglärkan. Trädlärkan är i huvudsak brun på ovansidan och ljus undertill, och med ett tydligt vitt ögonbrynsstreck som möts bak i nacken. Den har en liten tofs på huvudet som oftast inte märks. I flykten uppvisar den en kort stjärt och breda vingar. Stjärten har vit bakkant men till skillnad från sånglärkan är inte stjärtsidorna och bakkanten på vingarna vita.
Trädlärkan har en melodisk, drillande sång som ofta beskrivs onomatopoetiskt som lu-lu-lu- eller som ett upprepat lū-lū-lū-lū-lū-. Hanen framför sången i spelflykt som påminner om sånglärkans men är fladdrigare när den i spiraler flyger uppåt, och sedan flyger i cirklar på ungefär samma höjd samtidigt som den framför sången. Både hanen och honan sjunger även på marken eller sittande på en gren. Den börjar sjunga tidigt på året, I Storbritannien redan i februari.

## Utbredning och systematik
Trädlärkan beskrevs vetenskapligt första gången 1758 av Carl von Linné under det vetenskapliga namnet Alauda arborea och han placerade alltså arten i släktet Alauda tillsammans med sånglärka. 1829 placerade Johann Jakob Kaup trädlärkan i det egna släktet Lullula där den än idag placeras. Genetiska studier visar att trädlärkan är systerart till släktena Alauda och Galerida tillsammans.
Trädlärkan häckar över stora delar av Europa, södra Skandinavien, norra Afrika och österut in i Europeiska Ryssland och till Turkmenistan. De norra och sydöstliga populationerna är flyttfåglar medan de västligaste och södra populationerna är stannfåglar.
Den delas vanligtvis upp i två underarter med följande utbredning:
- nordlig trädlärka[11] Lullula arborea arborea – nominatformen häckar i Europa söderut till Portugal, norra Spanien, norra Italien, norra Balkan, nordvästra Rumänien och Ukraina
- Lullula arborea pallida (Zarudny, 1902) inklusive flavescens (Ehmcke, 1903) och wettsteini (Niethammer, 1943) – häckar från södra Europa till Krimhalvön, Kaukasus och Turkmenistan

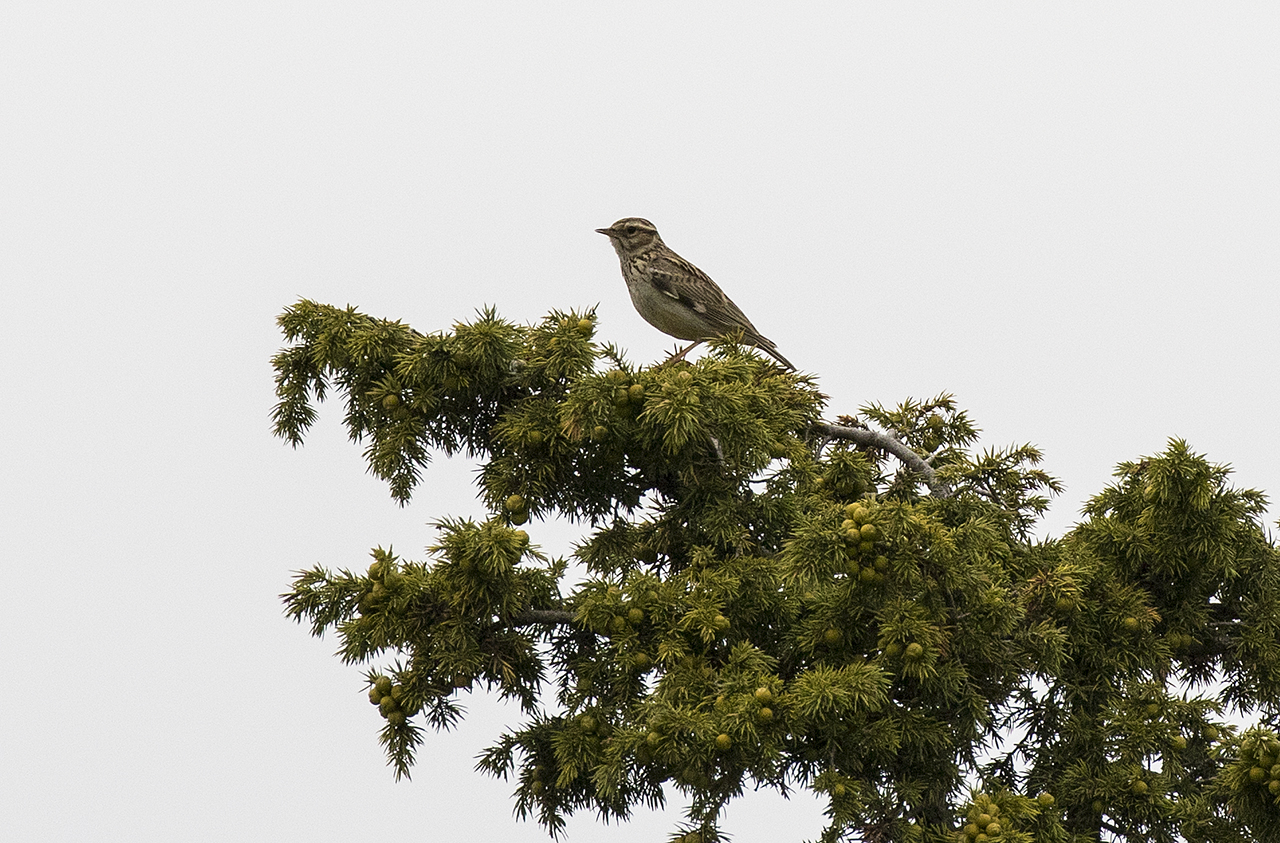
Trädlärka fotograferad i Turkiet.

### Förekomst i Sverige
I Sverige är trädlärkan en flyttfågel som häckar allmänt i södra och mellersta Sverige samt utmed Norrlandskusten till Västerbotten. Den har även häckat vid enstaka tillfällen i Norrbotten.

## Ekologi
Dess naturliga häckningshabitat är hedlandskap och liknande öppna landskap med enstaka träd. Den föredrar även gläntor, mindre hyggen och unga granplanteringar. I Sverige hittas den i torr och öppen skogsmark, ofta i anslutning till gläntor och odlingar, på sandig eller bergig hedmark, på hedartade hyggen med frötallar samt vid gamla grustäkter.
Trädlärkan placerar sitt bo på marken och lägger vanligen tre till fyra ägg som ruvas av honan i 13–15 dagar. Ungarna matas sedan av båda föräldrarna i nio till 15 dagar. Som många lärkor är den som adult framförallt vegetarian men under häckningssäsongen äter den även insekter. Dieten består främst av frön och insekter som skalbaggar, flugor och malar.

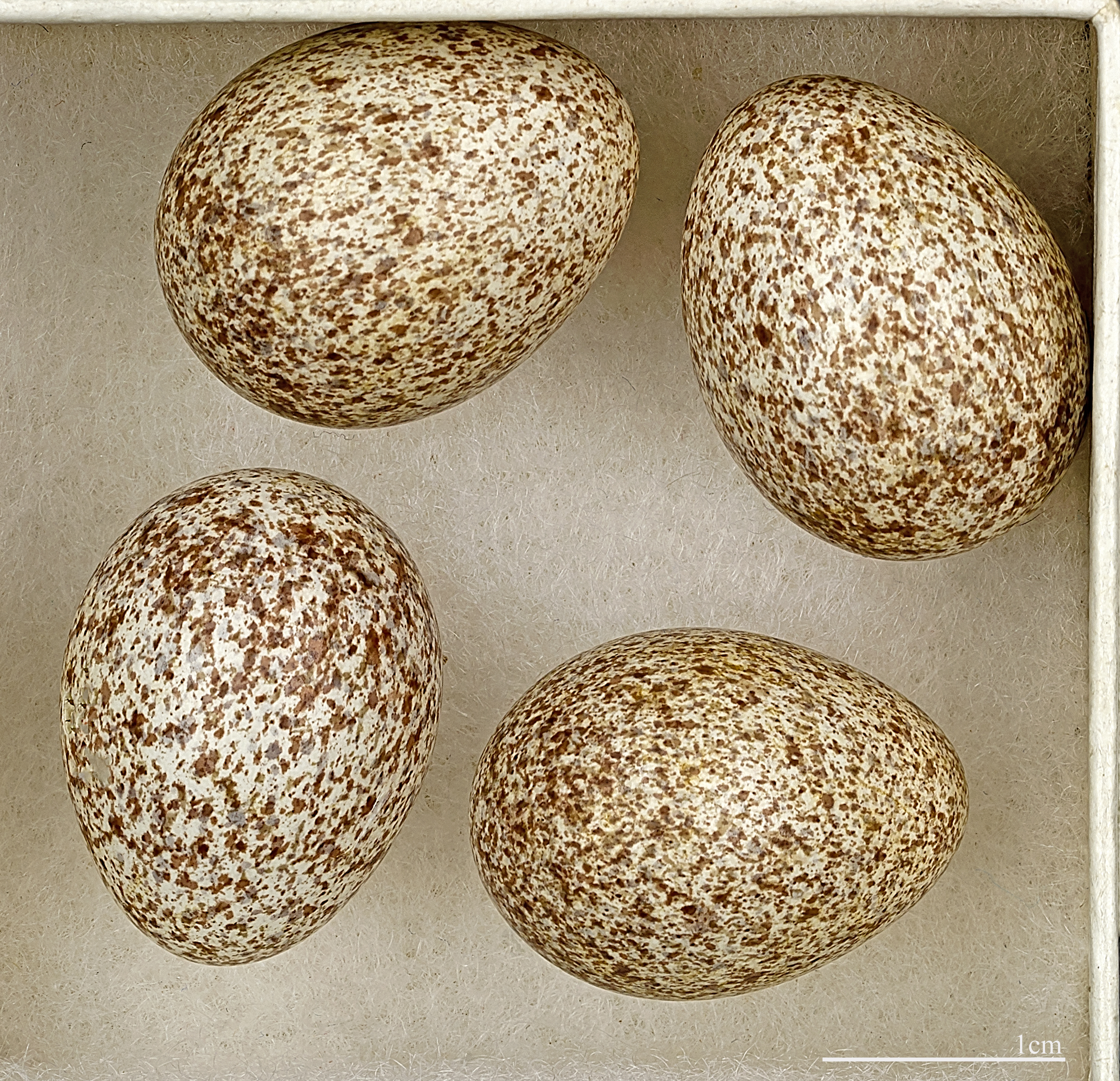
Ägg av trädlärka.

## Trädlärkan och människan

### Status och hot
Trädlärkan har ett stort utbredningsområde och beståndet anses vara stabilt. Internationella naturvårdsunionen IUCN listar den därför som livskraftig (LC). Världspopulationen uppskattas till i storleksordningen mellan knappt fem och drygt tio miljoner könsmogna individer.
Även i Sverige anses beståndet livskraftigt. De senaste tio åren har populationsutvecklingen varit stabil, men på 30 års sikt har den ökat med hela 100–300 %. 2018 uppskattades det svenska beståndet till 15 000 par.

### I kulturen
Den engelska poeten Gerard Manley Hopkins skrev dikten "The woodlark" (Trädlärkan) 1918 vilken bygger på ett försök att transkribera fågelns sång till påhittade ord. 1795 skrev den skotska poeten Robert Burns dikten "To the Woodlark". Huruvida han verkligen refererar till trädlärkan är dock omdiskuterat eftersom fågeln inte häckar i Skottland. Istället spekuleras det i om han egentligen menar trädpiplärkan vilken förr ofta kallades "Woodlark" i Skottland. The woodlark's song is also thought to be melodious

### Namn
Det vetenskapliga namnet Lullula arborea härleds från den onomatopoetiska beskrivningen av dess sång. Trädlärkan har förr även kallats skogslärka.